# Джъстин Менголо
Джъстин Менголо (роден на 24 юни 1993 г. в Яунде, Камерун) е камерунски футболист на Левски (София). Може да играе като дясно крило и централен нападател.

## Кариера
Менголо започва кариерата си в родината си с екипа на Пантер дю Нде. През 2012 г. е трансфериран в тунизийския Етоал дю Сахел. След един изигран сезон там се мести в Кипър, където облича последователно екипите на Омония и Неа Саламина. През лятото на 2014 г. е закупен от Университатя Клуж. С румънския отбор достига финал за Купата на страната, но губи от Стяуа Букурещ. След края на сезона е освободен.
На 21 януари 2016 г. преминава успешно медицински прегледи и подписва за 2.5 години с Левски София. 